# Karasiowszczyzna
Karasiowszczyzna – dawny folwark, położony w miejscu leżącym obecnie na Białorusi,  w obwodzie grodzieńskim, w rejonie wołkowyskim, w sielsowiecie Werejki.
W dwudziestoleciu międzywojennym folwark leżał w Polsce, w województwie białostockim, w powiecie grodzieńskim, w gminie Gudziewicze.
Według Powszechnego Spisu Ludności z 1921 roku ówczesny folwark zamieszkiwało 11 osób, 8 było wyznania rzymskokatolickiego a 3 prawosławnego. Wszyscy mieszkańcy zadeklarowali polską przynależność narodową. Były tu 2 budynki mieszkalne.
Miejscowość należała do parafii rzymskokatolickiej w Ejsymontach Wielkich  i parafii prawosławnej w Gudziewiczach.
Podlegała pod Sąd Grodzki w Indurze i Okręgowy w Grodnie; właściwy urząd pocztowy mieścił się w Gudziewiczach.